# Décès en 1090
Décès
- 1086
- 1087
- 1088
- 1089
- 1090
- 1091
- 1092
- 1093
- 1094

Cette page dresse une liste de personnalités mortes au cours de l'année 1090 :
- 22 mars : García II de Galice, roi de Galice et comte de Portugal.
- 27 mars : Sykelgaite de Salerne, seconde femme de Robert Guiscard.
- mai : Adélaïde de Rheinfelden ou Adelaïde de Souabe, reine consort de Hongrie, épouse du roi Ladislas Ier de Hongrie.
- 12 mai : Liutold d'Eppenstein, duc de Carinthie et margrave de Vérone.
- 15 mai : Isaïe de Rostov, missionnaire chrétien et évêque russe.
- 18 mai : Berthold de Rheinfelden, duc de Souabe.
- 26 juin : Jaromír, évêque de Prague.
- 3 juillet : Egbert II de Misnie, comte de Brunswick et margrave de Misnie.
- 6 octobre : Adalbéron de Wurtzbourg, évêque de Wurtzbourg.
- 20 novembre : Jourdain Ier d'Aversa, 7e comte normand d'Aversa et 2d prince (normand) de Capoue.

- Adolf II de Berg (en), comte de Berg.
- Bonizo de Sutri (en), évêque de Sutri (en).
- Centulle V de Béarn, vicomte de Béarn et comte de Bigorre, sous le nom de Centulle Ier.
- Constance de Normandie, duchesse de Bretagne.
- Fayun Faxiu (en), moine Chán bouddhiste, chinois.
- Guillaume de Poitiers, chroniqueur normand.
- Michel VII Doukas Parapinakès, ancien empereur byzantin.

date incertaine (vers 1090)
- Baudouin de Meules, dit aussi Baudouin FitzGilbert ou Baldwin the Sheriff et Baldwin of Exeter, seigneur de Meules, du Sap et d'Okehampton.
- Guo Xi, peintre chinois.
- Osbern de Cantorbéry, moine bénédictin anglo-saxon de l'abbaye de Christ Church, à Canterbury.

## Crédit d'auteurs
- Cet article est partiellement ou en totalité issu de l'article intitulé « 1090 » (voir la liste des auteurs).